# Native Command Queuing

Voorbeeld hoe de leeskop van een harde schijf alle bestanden in een enkele rotatie inleest (rechts).

Native Command Queuing (NCQ) is een techniek die is ontwikkeld om de prestaties van harde schijven onder bepaalde omstandigheden te verbeteren.

## Functies
NCQ maakt het mogelijk om meerdere verzoeken tegelijk naar de harde schijf te sturen en deze bepaalt vervolgens zelf in welke volgorde de verzoeken worden verwerkt. Door onnodige bewegingen van de leeskop te vermijden, kan de doorvoersnelheid en vooral de reactietijd worden verbeterd. De schijf zelf, de controller en het stuurprogramma moeten Command Queuing ondersteunen om deze te kunnen gebruiken.
Door de vertragingen veroorzaakt door NCQ is het ook mogelijk dat deze procedure kan leiden tot slechtere prestaties voor sommige applicaties. Het fenomeen kan bijvoorbeeld voorkomen bij lineaire leesbewerkingen, waarbij de extra instructies zorgen voor een langzamere verwerking van de gelezen gegevens.
Seagate introduceerde Native Command Queuing in 2003 voor SATA-schijven. NCQ is grotendeels vergelijkbaar met Tagged Command Queuing (TCQ), dat sinds het begin van de jaren negentig door SCSI-schijven wordt ondersteund. Ongebruikelijk voor ATA-schijven, TCQ werd hier pas in 2002 door IBM geïntroduceerd, maar nauwelijks gebruikt vanwege gebrek aan ondersteuning van de controller-zijde.